# Anthony Carrigan
Anthony Carrigan, född 2 januari 1983 i Winchester, Boston, är en amerikansk skådespelare.
Carrigan har bland annat medverkat i TV-serierna Barry (2018-2023) och Gotham (2014-2019). Han har även medverkat i filmen Bill & Ted Face the Music från 2020.

## Filmografi (i urval)
- 2014–2019 – Gotham (TV-serie)
- 2018–2023 – Barry (TV-serie)
- 2020 – Bill & Ted Face the Music
- 2023 – Captain Fall (TV-serie)
- 2025 – Adulthood